# Chinedu Obasi
Chinedu Ogbuke Obasi (Enugu, 1 de junho de 1986) é um futebolista nigeriano que atua como atacante. Atualmente defende o AIK.

## Carreira
Obasi representou o elenco da Seleção Nigeriana de Futebol no Campeonato Africano das Nações de 2010.

## Títulos
Nigéria
- Campeonato Africano das Nações: 2010 3º Lugar.